# Semantic Scholar
Semantic Scholar là một công cụ tìm kiếm được hỗ trợ bởi trí thông minh nhân tạo cho các ấn phẩm học thuật được phát triển tại Viện Trí tuệ Nhân tạo Allen và được phát hành công khai vào tháng 11 năm 2015. Dự án sử dụng sự kết hợp của máy học, xử lý ngôn ngữ tự nhiên và thị giác máy để thêm một lớp phân tích ngữ nghĩa vào các phương pháp phân tích trích dẫn truyền thống và trích xuất các số liệu, thực thể và địa điểm có liên quan từ các bài báo.
Liu, Ying; Gayle, Albert A; Wilder-Smith, Annelies; Rocklöv, Joacim (tháng 3 năm 2020). "The reproductive number of COVID-19 is higher compared to SARS coronavirus". Journal of Travel Medicine. Quyển 27 số 2. doi:10.1093/jtm/taaa021. PMC 7074654. PMID 32052846. S2CID 211099356
. {{Chú thích tạp chí}}: line feed character trong |id= tại ký tự số 97 (trợ giúp)